# 永日小品
「永日小品」（えいじつしょうひん）は、夏目漱石の小品である。1909年（明治42年）1月、「元日」が朝日新聞に掲載され、1月14日より3月14日まで大阪朝日新聞に24篇が掲載された。うち14篇は東京朝日にも掲載された。1910年（明治43年）5月、「夢十夜」「満韓ところどころ」「文鳥」とともに春陽堂刊の『四篇』に収められ、出版された。日常に題材をとったものや、ロンドン留学時代に題材をとったさまざまな小品からなる。長編『三四郎』の連載の後に『夢十夜』のような短いものの連作を求められて書いたものである。

## いくつかの作品の内容
「正月」
正月に出入りしている人々や虚子が漱石の家を訪れ、謡曲を謡うことを勧められ、謡うが客たちには不評であった。虚子が鼓をならっているという話を始めて、客の所望で虚子の鼓で漱石が謡うことになるが、虚子がやにわに大声で掛け声を掛けてきて、漱石の声はよろめく。客はくすくす笑いだし、爆笑された。漱石も吹き出した。
「蛇」
大雨で貴王の池からあふれてくる水に流され魚を掬うために、叔父さんと流れに網をかけている。黒い波の中に色の違う模様が見えた。叔父さんはな網を動かして、獲物を土手の上に飛ばした。獲物は鎌首を一尺ばかり持ち上げて、二人をきっと見た。「覚えていろ」声はたしかに叔父さんの声であったが、叔父さんは蒼い顔で蛇を投げたところを見つめている。「叔父さん、今、覚えていろと云ったのは貴方ですか」と訊ねても、低い声で誰だかよく分からないと答えた。
「猫の墓」
「早稲田へ移ってから、猫が段々痩せて来た。一向に子供と遊ぶ気色がない。」猫が死んだのは晩で、朝になって古い竃の上で倒れて、もう固くなっていた。妻はそれまでの冷淡に引き更えて、出入りの車夫に頼んで、四角な墓標を買ってきて、何か書いて遣ってくれという。自分は猫の墓と書いて、裏にこの下に稲妻起こる宵あらんと認めた。子供も花を飾り、茶碗を置いて水を備えた。猫の命日には妻が一切れの鮭と鰹節を掛けた飯を墓の前に供えたが、ただこの頃は庭まで持って出ずに大抵は茶の間の箪笥の上に置くようになった。
「人間」
御作さんが旦那に有楽座につれていってもらう日の朝、髪結いを呼んで、旦那の服を選んで表へ出て街を行くと交番の前に人だかりができていて、泥酔した男と巡査のやりとりをしているのに出会う。「巡査が御前は何だというと、呂律の回らない舌で、お、おれは人間だと威張っている。そのたんびに、みんながどっと笑う。」知り合いが荷車を引いてきて、男は藁の縄で荷車にゆわえられて、つれて帰られた。御作さんはいっしょに有楽座へいく美いちゃんに話す種が一つ殖えたのを喜んだ。
「懸物」
大刀老人が亡妻の三回忌までに石碑を購うために先祖伝来の掛け軸を売り払う決意をして、よい買い手にめぐりあうまでの話。
「暖かい夢」
寒いロンドンの街を歩いて、街を吹き抜ける風に吹き散らされて家のなかに逃げ込むと、多くの人々がひしめいていて、部屋が暗くなると・・・、そこは劇場で、ギリシャの劇を行っていたという話である。劇場へいった経験を象徴的に表現した話。
「儲口」
支那人に豆や薩摩芋の取引で、儲けようとして、厳しい手口で損をした商人の談話をそのまま書くという趣向の作品。
「昔」
スコットランド旅行で訪れたピトロクリの風景が描かれる。「ピトロクリの谷は秋の真下にある。十月の日が、眼に入る野と林を暖かい色に染めた中に、人は寝たり起きたりしている。十月の日は静かな谷の空気を空の半途で包んで、じかには地にも落ちて来ぬ。と云って、山向へ逃げても行かぬ。風のない村の上に、いつでも落ちついて、じっと動かずに霞んでいる。」から始まる。
「心」
象徴的な表現で終始する作品である。2階の手摺に湯上りの手拭を懸けて町を見下ろしていると一羽の鳥が飛んできて、しばらく見ているとやがて、手摺にとまり、手を差し出すと、向こうから手の中に飛び移った。鳥を籠の中にいれて夕方まで眺めていた。やがて散歩にでて町を歩き回ると小路の入口に女が立っていて、自分はその女にひきつけられて、路地の奥に女の後を跟いていった。
「変化」
私塾の寮に寄宿し、私塾の教師をして月給をもらいながら、大学予備門に通っていた時の思い出が綴られる。同居していた中村（是公）との生活が語られる。中村は小説など読まない男であったので、端艇競技で優勝し、学校から書籍を記念にくれることになった時、漱石の好きなものを買ってやるといった。マシュー・アーノルドの論文とシェークスピアの「ハムレット」を買ってもらって、漱石はハムレットを始めて読んだ。中村は台湾に行き会わなくなったが、留学中にロンドンで偶然出会って共に遊んだことなどが記される。中村は満鉄の総裁になり、漱石は小説家になった。中村の仕事について知らないし、「中村も自分の小説を未だかって一頁も読んだことはなかろう。」と結ばれる。
「クレイグ先生」
「永日小品」の中では最も長い作品である。イギリス留学中に英文学の個人授業を受けたウィリアム・クレイグの生活と漱石との交流が描かれる。「クレイグ先生は燕のように四階の上に巣をくっている。」からはじまる。